# 敬业湖
敬业湖，是天津市南开区天津大学卫津路校区内的人工湖泊，是天津大学的标志性景观。1984年，天津大学在兴建湖畔北洋广场时，由彭一刚主持设计在湖中修建了求是亭，已经成为天津大学的标志性建筑物。2016年，求是亭因结构出现问题成为危险建筑物而拆除，并由吴非主持设计复原重建，敬业湖一度被抽干。

## 历史
1952年，天津大学选址建设新校区的七里台原是天津老城以南的一片坑塘洼地——卫南洼的一部分，此地地势低洼还有许多湖泊、坟地以及挖土烧砖遗留的窑坑，敬业湖一带的七里台地区原隶属于南开大学所有，但南开大学建筑群集中于八里台，此地未被开发。北洋大学与河北工学院合并定名天津大学后，选址在此地建设天津大学新校址。
敬业湖所处的位置便是此处的湖泊之一，原本是一个十分狭长的大湖，东到第九教学楼以东，西边延伸到建筑学院大楼，长达四、五百米。。
1950年代时，学生宿舍及教师宿舍都在敬业湖南侧，而教学楼则在湖的北侧，因此交通十分不便。因湖的中部水浅，每逢枯水时还会露出湖底。于是，在天津大学水利系1955届学生的倡议下，经天津大学同意，水利系全系学生进行义务劳动，挖土填坑，在湖的中间部分湖底较高地区，筑起一条貫通南北的土堤作为南北交通的捷径。1952至1962年间，天津大学的青年湖和敬业湖物质环境丰富、绿化景观自然，滑冰、冰球、游泳、划船甚至水产养殖等活动丰富。1962至1985年，受“文革”和唐山大地震之后近十年天津大学校园承担天津震后灾民安置工作的影响，敬业湖所在的校园教学核心区活动减少，公众活动转而聚集到青年湖。
2009年2月3日，曾有一名男子在敬业湖投湖自尽。因湖面冻结，尸体一度下落不明。投湖者身份引发关注，后被证实非天津大学学生，而是毕业于天津理工大学的男子。至3月初，尸体才被打捞上岸。2014年6月14日凌晨，一位校外女生在经过敬业湖南岸时不慎滑倒跌入湖中，被开车路王耕籍过的天津大学游泳队队员王耕籍所救。王耕籍因此并获得表彰和5万元奖金，并将其用于设立天津大学见义勇为奖励基金。

## 研究
天津大学建筑学院的研究生冀风、杨书帆及哈尔滨工业大学副教授何捷等专业人士曾以敬业湖、青年湖、爱晚湖、友谊湖等天津大学卫津路校区水景观变迁过程为载体，在天津市特有的城市湿地资源被大量蚕食的背景下，对快速城市化进程带来的城市自然环境退化进而导致的城市失忆问题进行研究，得到城市化进程的加速造成了特色自然环境丧失，继而影响到人们对于这些特色环境空间的情感记忆留存的结论。